# Long (họ)
Long là một họ của người châu Á. Họ này có mặt ở Trung Quốc (chữ Hán: 龍, Bính âm: Long) và Triều Tiên (miền Bắc: Hangul: 룡, Romaja quốc ngữ: Ryong; miền Nam: Hangul: 용, Romaja quốc ngữ; Yong). Trong danh sách Bách gia tính họ này đứng thứ 256, về mức độ phổ biến họ này xếp thứ 80 ở Trung Quốc theo thống kê năm 2006. Theo sách Trúc thư kỉ niên thì đây là một trong những họ cổ nhất của Trung Quốc, nó có nguồn gốc từ một vị quan của Hoàng Đế, một trong Tam Hoàng Ngũ Đế. Người Trung Quốc còn một họ khác cũng có phiên âm Hán Việt là Long, đó là họ 隆, tuy nhiên họ này không phổ biến bằng họ Long (龍).
Người Anh cũng có họ Long (trong tiếng Anh nghĩa là dài), tuy bính âm của họ 龍 cũng là long nhưng hai họ này không có liên quan gì đến nhau. Họ Long cũng xuất hiện ở các thuộc địa của Anh như Hoa Kỳ hay Úc.

## Người Trung Quốc họ Long (龍) nổi tiếng
- Long Thư, cùng với Chung Li Muội, Anh Bố, Bành Việt hợp thành Tứ đại danh tướng của Hạng Vũ
- Long Khải Thụy, trạng nguyên Trung Quốc thời Đạo Quang nhà Thanh
- Long Vân, Tướng lĩnh quân phiệt ở Vân Nam thời Trung Hoa Dân Quốc
- Long Tế Quang, thủ lĩnh quân phiệt ở Quảng Đông đầu thế kỷ 20
- Long Ứng Di, nhà văn Đài Loan

## Người Trung Quốc họ Long (隆) nổi tiếng
- Long Quang Tổ, lại bộ thượng thư Minh triều

## Nhân Vật Hư Cấu
Tiểu Long Nữ,Nhân Vật trong Thần điêu đại hiệp của kim Dung

## Người Triều Tiên họ Long nổi tiếng
- Yong Jun Hyung (Hán Việt: Long Tuấn Hanh), ca sỹ nhóm Highlight

## Người Anh họ Long nổi tiếng
- Dòng họ Long ở Wiltshire

## Người Hoa Kỳ họ Long nổi tiếng
- Dòng họ Long ở Louisiana (ví dụ Huey Long, thống đốc Louisiana)
- Armistead Lindsay Long, tướng của Liên minh miền Nam
- Crawford Long, nhà y học
- Chris Long, đạo diễn
- Justin Long, diễn viên